# یاچو
یاچو (به لاتین: Jaczew) یک روستا در لهستان است که در گمینا کورتنگتسا واقع شده‌است.